# 桃樂鮄杜父魚
桃樂鮄杜父魚，為輻鰭魚綱鮋形目杜父魚亞目杜父魚科的其中一種，為溫帶海水魚，分布於西北太平洋日本北海道至鄂霍次克海南部海域，棲息深度73-117公尺，體長可達14.8公分，棲息在砂泥、礫石或貝殼底質底層水域，生活習性不明。

## 扩展阅读
維基物種上的相關：桃樂鮄杜父魚